# Arnaldo Mussolini
Pour les articles homonymes, voir Mussolini (homonymie).
Arnaldo Mussolini (Predappio, 11 janvier 1885 – Milan, 21 décembre 1931) était un journaliste et homme politique italien. Frère cadet de Benito Mussolini, il en fut l'un des plus fidèles lieutenants, se chargeant notamment de diriger le quotidien fondé par son frère, créant divers organes de presse fascistes, intervenant dans le conflit entre le régime fasciste et l'Église catholique, apportant son appui à l'école de Mystique fasciste, destinée à former les futures élites dirigeantes, etc.

## Biographie
Arnaldo Mussolini, frère cadet de Benito, doté de ce prénom en honneur d'Arnaud de Brescia, suivit une formation à l'école moyenne d'agriculture de Cesena, puis épousa en 1909 Augusta Bondanini, avec qui il eut trois enfants : Sandro Italico, Vito et Rosina. Il fut d'abord, de 1908 à 1909, enseignant en agronomie à l'institut Falcon-Vial de San Vito al Tagliamento. S'étant pris d'affection pour ce village frioulan, il donna ses cours, outre à l'institut susnommé, également à l'école primaire de Carbona, frazione de la commune de San Vito, qui le nomma secrétaire communal. C'est du reste en hommage à ce village, qui l'avait accueilli avec affection, qu'il prénomma son fils aîné Vito ; de son côté, la commune, au nom des habitants de San Vito, apposa dans la cour de l'institut Falcon-Vial une plaque en souvenir de l'enseignant bien-aimé. Il fut amené ensuite à se vouer à l'enseignement dans sa ville natale, où il occupa en outre jusqu'à 1914 le poste de secrétaire communal socialiste.
De même que son frère, il participa à la Première Guerre mondiale avec le grade de sous-lieutenant, puis, en 1919, au terme du conflit, alla se fixer à Milan. Là, il devint directeur administratif du quotidien fondé par son frère, Il Popolo d'Italia, succédant à Manlio Morgagni, appelé à s'occuper dorénavant des recettes publicitaires. En 1922, lorsque Benito devint Président du Conseil, Arnaldo hérita de la direction du journal, demeurant fidèle à la ligne politique de son frère, qu'il seconda pleinement, même s'il lui advenait d'en atténuer les excès, selon son tempérament tendant naturellement à la douceur de ton et à la réserve. Benito Mussolini du reste se fiait aveuglément à son frère, allant jusqu'à le charger de corriger les brouillons de ses discours.
Entre 1923 et 1927, il se consacra à l'activité journalistique et prit diverses initiatives éditoriales, donnant notamment le jour à un journal pour les Balilla, à la Domenica dell'Agricoltore, à la Rivista Illustrata del Popolo d'Italia, qu'il fonda conjointement avec Manlio Morgagni, à l'Illustrazione Fascista, à Bosco e Historia, tout en continuant à diriger Il Popolo d'Italia. Son intérêt pour la nature le porta par ailleurs à se vouer à la restauration forestière, à l'organisation de l'agriculture, aux bonifications de terrains, devenant le premier président du Comité national forestier. Le 27 novembre 1928 lui fut conféré le titre de docteur honoris causa en sciences agraires.
En 1930, il soutint Niccolò Giani lorsque celui-ci fonda l'école de Mystique fasciste à Milan, avec l'objectif de faire revivre l'esprit authentique du fascisme, celui des tranchées et des premières années du mouvement, afin de le transmettre intact aux nouvelles générations. L'école fut dénommée en référence à son fils Sandro Italico, décédé prématurément l'année d'auparavant à l'âge de seulement vingt ans. En devint également président son fils aîné Vito.

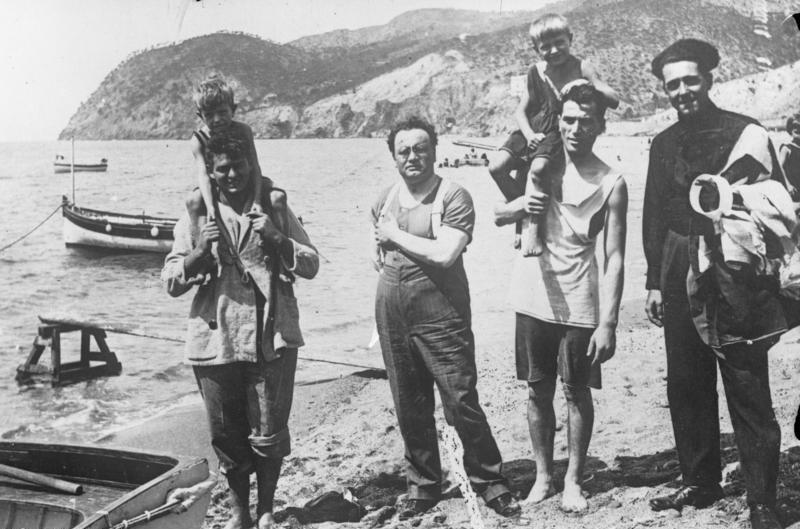
Arnaldo Mussolini (au centre) sur une plage en 1931.

Arnaldo Mussolini apporta une contribution importante à l'apaisement de la crise de 1931, qui vit s'opposer le régime fasciste et l'Église catholique, plus spécialement en ce qui touchait à l'éducation des jeunes. Mussolini avait certes signé un concordat avec le Saint-Siège en 1929, mais en 1931, après que l'autorité fasciste se fut heurtée aux groupements catholiques, dont les aptitudes d'organisation apparaissaient supérieures, Mussolini rétracta une partie des concessions qu'il avait faites. Les groupements catholiques se plaignaient de la violence des extrémistes fascistes, et l'organisation catholique féminine Gioventù Femminile, après avoir, par la voix de sa revue, dénoncé les fascistes, décida d'exclure de ses rangs les membres fascistes. Suivirent alors une série d'agressions fascistes contre des groupements catholiques, telle que la grande association Azione Cattolica Italiana (ACI), et contre les biens de l'Église. Le 4 juin 1931, l'Église catholique, en guise de protestation contre les nouvelles lois et contre les violences qu'avaient eues à subir les organisations catholiques, fit donner la consigne de ne plus commenter l'Évangile pendant la messe. Au mois de septembre suivant, grâce à Arnaldo Mussolini, un compromis fut trouvé aux termes duquel les jeunes catholiques ne pourraient plus s'organiser qu'au sein de l'Azione Cattolica, laquelle aurait à se borner désormais à des activités locales sous la supervision des évêques, et s'abstiendraient de déployer aucune activité politique. Les accords conclus avec le Saint-Siège furent transmis du ministère de l'Intérieur à toutes les préfectures du Royaume par voie d'une circulaire télégraphique du 16 septembre 1931.
Selon Marco Zeni, Arnaldo Mussolini se soucia aussi du cas d'Ida Dalser, l'épouse secrète de Benito, et de leur fils Benito Albino. Il semblerait en effet qu'Arnaldo, après qu'Ida Dalser eut été admise dans un asile d'aliénés, prît soin du mieux qu'il lui était possible de son neveu Benito Albino — sans qu'il soit clair s'il agissait sur ordre reçu ou par affection personnelle. Après la mort de son oncle Arnaldo, Albino prit lui aussi, à l'instar de sa mère, le chemin de l'hôpital psychiatrique, où il mourut en 1942.

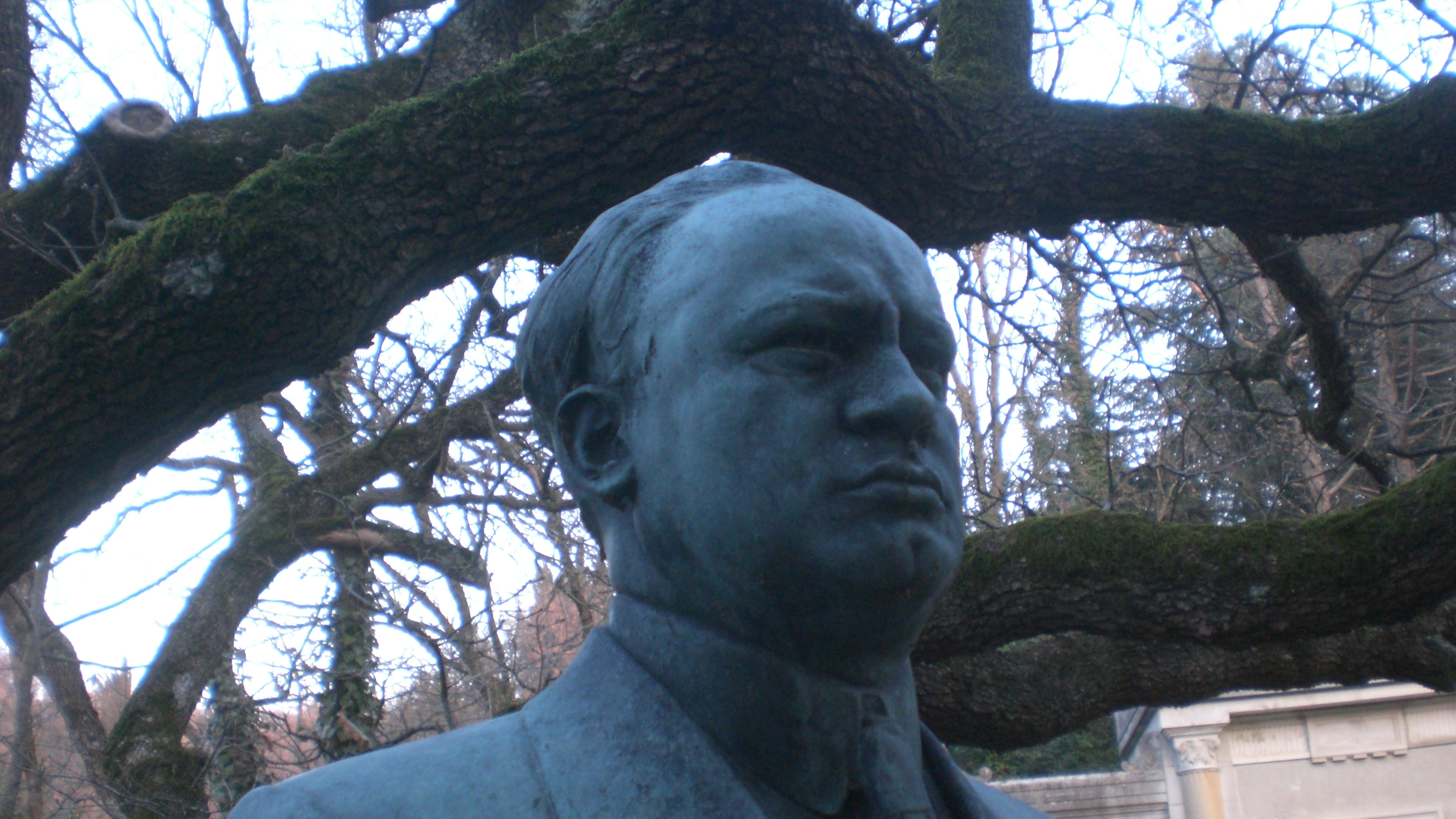
Buste d’Arnaldo Mussolini près du cimetière monumental de Paderno à Mercato Saraceno.

Arnaldo Mussolini mourut inopinément à Milan le 21 décembre 1931, par suite d'une crise cardiaque, à l'âge de seulement 46 ans. Il fut inhumé dans le petit cimetière monumental de Paderno, hameau perché dans la commune de Mercato Saraceno, au nord-est du bourg-centre, et village natal de son épouse Augusta Bondanini, où, dans la maison de famille, sa chambre de travail privée, avec l'ameublement et les objets d'époque, a été préservée. À Forlì, dans la maison de Balilla, nommée ultérieurement maison de la Jeunesse italienne du Littorio (en it. Casa della Gioventù Italiana del Littorio, en abrégé G.I.L.), fut aménagée une chapelle votive à lui dédiée. Celle-ci fit ensuite partie du parcours du pèlerin fasciste, qui menait, au départ de la gare de Forlì, par l'avenue Benito Mussolini, aujourd'hui Viale della Libertà, jusqu'à la Piazzale della Vittoria, avec comme destination finale la maison natale de Benito Mussolini à Predappio, à une quinzaine de kilomètres plus au sud.
Dans l'église Sainte-Marie-la-Neuve (Santa Maria Nuova), toujours à Mercato Saraceno, une plaque de pierre scellée dans le pavement remémore la sépulture provisoire que son frère Benito avait ordonnée après sa mort, attendu que le petit cimetière de Paderno avait été rendu inaccessible par la neige. L'Institut national de prévoyance des journalistes italiens Arnaldo Mussolini lui fut dédié, mais débaptisé après la guerre en INPGI G. Amendola.